# Cercis
- Commons
- Wikispecies

Cercis L. é um género botânico pertencente à família Fabaceae. Também conhecida como Botões Vermelos.

## Espécies
Esta é uma lista parcial das espécies do género:
- Velho Mundo:
  - Cercis chinensis - (Médio Oriente; inclui C. glabra e C. japonica)
  - Cercis gigantea - (China)
  - Cercis griffithii - (centro sul da Ásia)
  - Cercis racemosa - (China ocidental)
  - Cercis siliquastrum - Olaia (região mediterrânica)
- Novo Mundo:
  - Cercis canadensis - (leste da América do Norte)
  - Cercis mexicana - (México; por vezes classificada como variante da C. canadensis)
  - Cercis occidentalis - (Califórnia)
  - Cercis reniformis - (Oklahoma ; por vezes classificada como variante da C. canadensis)
  - Cercis texensis - (Texas; por vezes classificada como variante da C. canadensis)
- «Lista completa»

## Classificação do gênero
| Sistema | Classificação                     | Referência               |
| ------- | --------------------------------- | ------------------------ |
| Linné   | Classe Decandria, ordem Monogynia | Species plantarum (1753) |